# Paul Behncke
Paul Behnke (13 de agosto de 1869-4 de enero de 1937) fue un almirante alemán durante la Primera Guerra Mundial, notorio por su mando del III Escuadrón de Batalla de la Flota de Alta Mar alemana durante la batalla de Jutlandia.

## Carrera naval
Nació en Lübeck en 1869. A la edad de catorce años se unió a la marina y como oficial comandó un cañonero en el Lejano Oriente. Después de estudiar en la Academia Naval en Kiel fue asignado al estado mayor general. Como comandante del crucero desprotegido SMS Falke, retornó a aguas chinas y al ser promovido al rango de capitán fue designado al acorazado SMS Wettin, y después al dreadnought SMS Westfalen.
Poco antes del estallido de la Primera Guerra Mundial Behnke fue promovido a Konteradmiral (Contraalmirante) y de nuevo asignado al estado mayor general. Durante el conflicto se opuso a las teorías de Alfred von Tirpitz sobre la guerra submarina, y fue nombrado jefe del III Escuadrón de Batalla, compuesto de los ocho acorazados más modernos de la marina alemana (las clases König y Kaiser). Liderando estos barcos a bordo del buque insignia SMS König, Behnke tomó parte en la batalla de Jutlandia, donde fue gravemente herido por una astilla de proyectil y se encontró al mando de toda la flota durante la tercera fase de esta acción.
Durante la batalla de Muhu de 1917 impidió la retirada de parte de la flota rusa y hundió el acorazado ruso  Slava. Para ese tiempo había alcanzado el rango de Vizeadmiral (Vicealmirante) y al año siguiente, después de la renuncia del Almirante Eduard von Capelle, alcanzó la Secretaría de Estado de la Oficina Imperial Naval, un puesto que ocupó durante solo un mes antes de ser relevado.
Behnke recuperó el puesto tras la guerra, remplazando al almirante Adolf von Trotha, y se retiró de la marina en 1924. En su retiro, Behnke sirvió como presidente de la Sociedad germano-japonesa. Murió en Berlín en 1937.